# خانواده روتشیلد

نشان خانواده روتشیلد

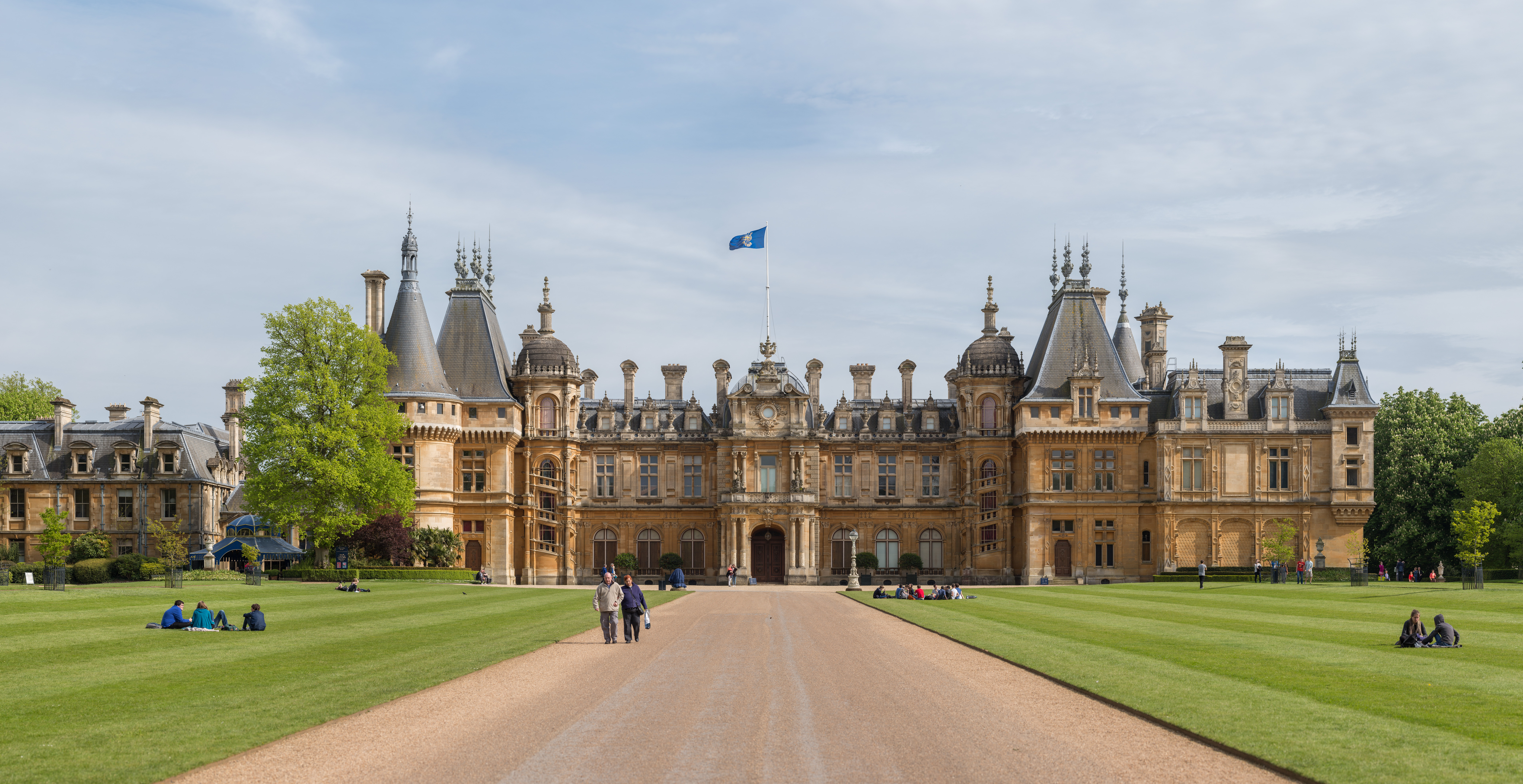
کاخ فردریک جیمز دو روتشیلد در انگلستان.

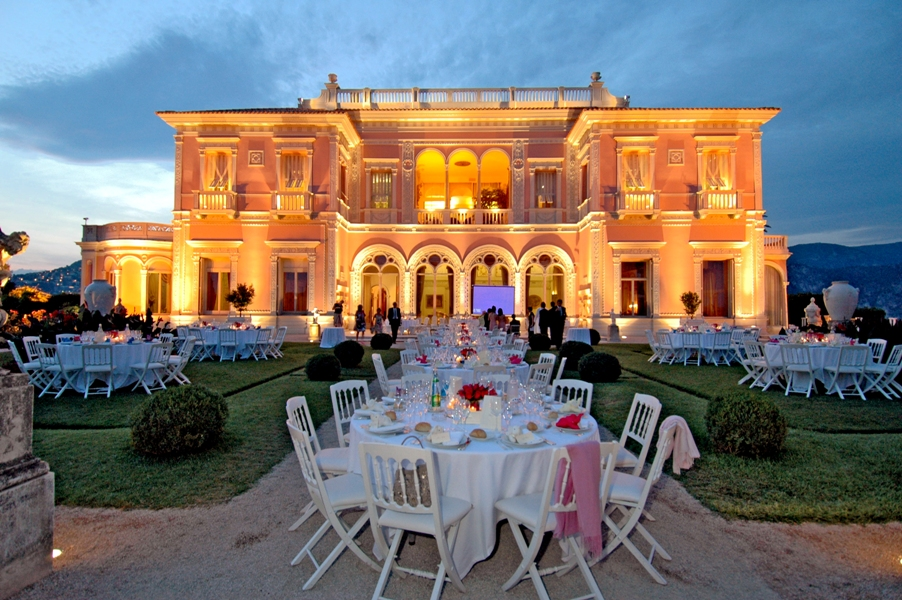
ویلای بئاتریس روتشیلد در فرانسه

خانواده روتشیلد (به آلمانی: Rothschild) خانواده سرمایه‌داری است که شجره‌نامهٔ آن‌ها از قرن شانزدهم میلادی در آلمان قابل استناد است. این خانواده از تبار یهودیان اشکنازی است. در حدود قرن ۱۸ میلادی که این خانواده در اوج قدرت خود بود، ثروتمندترین خانواده جهان محسوب می‌شد و بیشترین ثروت ثبت شده در دوران مدرن را دارا بود. ثروت خانواده به تدریج کاهش یافت زیرا در بین تعداد زیادی از ورثه تقسیم شد. امروزه با وجود آن که اعضای خانواده هنوز هم فعالیت‌های گستردهٔ اقتصادی در زمینه‌هایی مثل بانکداری، استخراج معدن، کشاورزی، شراب‌سازی و کارهای نیکوکاری دارند، اما فعالیت‌های خانواده روتشیلد بسیار کمتر از گذشته است.
پنج نسل از شاخه اتریشی این خانواده توسط امپراتور هابسبورگ فرانسیس دوم به مقام اشرافیت رسیدند. شاخه دیگر این خانواده یعنی شاخه بریتانیایی نیز توسط ملکه ویکتوریا به اشرافیت رسید. نشان خانوادگی روتشیلد یک مشت به همراه پنج تیرکمان است که سمبل پنج شاخه این خانواده بوده و به آیه زبور ۱۲۷ ("مانند تیرهای کمان در دست جنگجو") اشاره دارد. شعار خانوادگی زیر این سمبل نقش بسته است:" (اتحاد، صداقت و صنعت).

## ریشه نام
«روت» (Rot) در زبان آلمانی به معنی سرخ و «شیلد» (Schild) نیز به معنی تابلو یا پلاک است و درمجموع روتشیلد به معنی «پلاک سرخ» در زبان آلمانی می‌باشد. در کوچه یهودی‌های فرانکفورت خانه‌ها به‌جای شماره پلاک‌های رنگی داشتند. پلاک خانه این خانواده قرمز رنگ بود و به همین دلیل این خانواده «پلاک قرمز» (Rothschild) نام گرفت.
نماد قدیمی این خاندان اشرافی آلمانی‌تبار، یک پلاک سرخ رنگ بوده است و از این رو این خانواده به روتشیلدها (پلاک سرخ‌ها) معروف شدند.

## تاریخچه
نخستین عضو از این خانواده، که از نام‌خانوادگی روتشیلد استفاده کرد؛ ایزاک الچانان روتشیلد بود، که در سال ۱۵۷۷ زاده شد.
این خانواده در سال ۱۷۴۴ با به دنیا آمدن مایر امشل روتشیلد شروع به کسب قدرت در سطح بین‌المللی کرد. او پسر امشل موزس روتشیلد بود و به‌عنوان صراف، با شهریای هس تجارت می‌کرد.
وی که در گتو (محلهٔ یهودی) فرانکفورت به دنیا آمده بود، یک خانواده بانکداری ایجاد نمود و پنج پسر خود را، در پنج مرکز اصلی تجارت اروپا مستقر کرد.
بیشتر ثروت این خانواده توسط شاخه لندن آن، ناتان میر روتشیلد به دست آمد. یکی از استراتژی‌های مهم این خانواده این بود که کنترل بانک فقط در بین اعضای خانواده می‌چرخید. این‌کار باعث می‌شد، آن‌ها بتوانند ابعاد فعالیت‌های خود را به‌طور کامل مخفی کنند. دائرةالمعارف یهودی نوشته سال ۱۹۰۶ می‌نویسد: «روش کار روتشیلدها که در آن چند برادر در چند مرکز مالی فعالیت‌های موازی شروع کردند، توسط بقیه بانکداران یهودی تقلید شد، مانند بیشافهایم‌ها، پریرزها، سلیگمان‌ها، لازاردها و غیره. این بانکداران با صداقت و مهارت اقتصادی، اعتبار زیادی نه‌تنها در بین یهودیان، بلکه در بین بانکداران نیز پیدا کردند. از این رو بانکداران یهودی قدرت زیادی در اواسط و اواخر قرن ۱۹ به دست آوردند. رئیس تمامی آن‌ها خانواده روتشیلد بود.»
میر روتشیلد ثروت خانوادگی را با ترتیب دادن ازدواج‌های از پیش تعیین شده، در خانواده نگه می‌داشت؛ ولی از قرن ۱۹ تمامی روتشیلدها شروع به ازدواج با غیرخودی نمودند. این ازدواج‌ها بیشتر با خانواده‌های اشرافی یا بانکداری دیگر بود. پنج پسر میر روتشیلد عبارت بودند از:
- امشل مایر روتشیلد (۱۷۷۳–۱۸۵۵)، فرانکفورت، بدون فرزند مرد و ثروتش به پسران سالومون و کالمان رسید.
- سالومون مایر روتشیلد (۱۷۷۴–۱۸۵۵)، وین.
- ناتان مایر روتشیلد، (۱۷۷–۱۸۳۶)، لندن.
- کالمان مایر روتشیلد (۱۷۸۸–۱۸۵۵)، ناپل.
- جاکوب مایر روتشیلد (۱۷۹۲–۱۸۶۸)، پاریس.

## جنگ‌های ناپلئونی

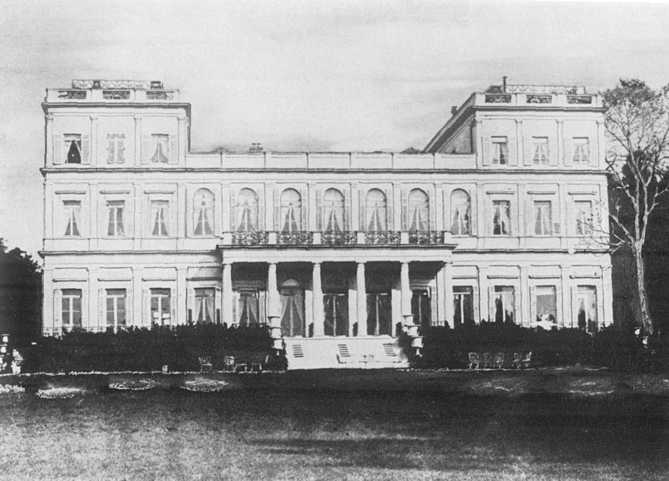
کاخ روتشیلد در فرانکفورت، آلمان، 1855 میلادی

خانواده روتشیلد ثروت بسیار زیادی از جنگ‌های ناپلئون به دست آورد. از سال ۱۸۱۳ تا ۱۸۱۵ ناتان میر روتشیلد به تنهایی مخارج جنگ ارتش بریتانیا را تأمین می‌کرد. در سال ۱۸۱۵، روتشیلد ۹٫۸ میلیون پوند (معادل ۶٫۵۸ میلیارد پوند در پول امروزی) به صورت قرض به متحدان انگلستان داد.
به دلیل کمک بقیه برادران، روتشیلد موفق شد، شبکه بزرگی از مأمورین، باربرها و پست در اروپای نابود شده به واسطه جنگ، ایجاد کند، تا به واسطه آن، اخبار سیاسی و اقتصادی را زودتر از بقیه به دست آورده و از رقبای خود پیش باشد. در این زمان ارزش روتشیلدها برای حکومت انگلستان فزونی یافت.
این شبکه به ناتان اجازه داد تا خبر پیروزی بریتانیا را در جنگ واترلو یک روز کامل قبل از پیام‌آور دولتی به دست آورد. مهم‌ترین فکر ناتان این بود، که از این اطلاع چگونه پول بیشتری به دست آورد. او خبر را به دولت نداد. ناتان شروع به فروختن سهام دولتی خود کرد، که باعث ایجاد ترس در بورس و کاهش شدید قیمت سهام شد. سهامداران به پیروی از این سرمایه‌دار بزرگ و کارکشته، سهام‌های خود را فروختند و پس از اینکه قیمت سهام به پایین‌ترین حد خود رسید، ناتان روتشیلد همهٔ سهام‌های افراد دیگر را خریداری کرد و موفق شد که رقبای خود را از صحنه به در کند. روز بعد با پخش شدن خبر پیروزی انگلستان ارزش سهام مجدداً به مقدار قبلی خود بازگشت و با اینکار به ازای نابودی بسیاری از سرمایه‌داران انگلیسی خود را به ثروت هنگفتی رساند.
ناتان فعالیت‌های اقتصادی خود را از منچستر شروع کرد، سپس به لندن رفت. در سال ۱۸۰۹ او ساختمان اصلی خود را در خیابان سوئیتین سیتی لندن (با شهر لندن عادی اشتباه نشود) خرید و شرکت ن.م. روتشیلد و پسران را در سال ۱۸۱۱ ایجاد کرد. او چنان قدرتی به دست آورد که در سال ۱۸۲۵ توانست به قدر کافی سکه به بانک انگلستان بدهد که از بحران نقدینگی جلوگیری کند.

## بانکداری بین‌المللی

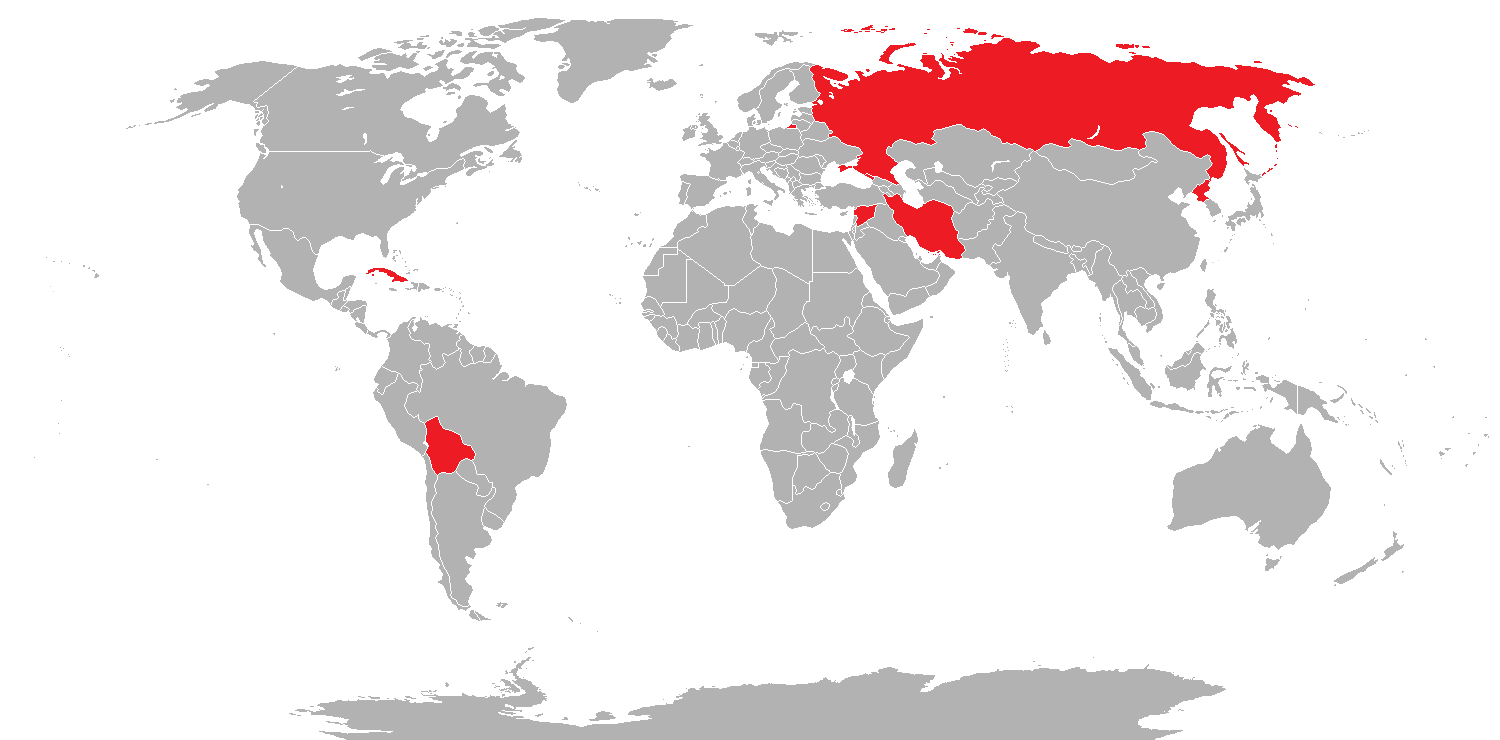
کشورهایی که خاندان روتشیلد در آنجا بانکداری نمی‌کنند

در سال ۱۸۱۷ پنج تن از برادران توسط امپراتور فرانتس دوم، امپراتور مقدس روم به مقام اشرافیت رسیدند. تمامی آن‌ها لقب‌های اتریشی بارون و فرای‌هر (Freiherr) را به دست آوردند.
از این رو این خانواده از پیشوند «د» (de) و «فون» (Von) برای مشخص شدن اشرافیت خود استفاده می‌کردند. بارونها لقب خود را از امپراتور روم دریافت می‌کردند. در سال ۱۸۴۷ سر آنتونی د روتشیلد بارون در انگلستان شد. در سال ۱۸۸۵ ناتان مایر روتشیلد دوم (۱۸۴۰–۱۹۱۵) بارون شد.
خانواده روتشیلد نقش مهمی در صنعتی شدن اروپا داشت و نقش مهمی در ایجاد خطوط راه‌آهن دنیا ایفا کرد. همچنین این خانواده نقش مهمی در ایجاد منابع مالی لازم برای پروژه‌هایی نظیر کانال سوئز ایفا کرد. تجارت‌های مهمی که در قرن ۱۹ توسط خانواده روتشیلد ایجاد شد، عبارتند از:
- شرکت بیمه آلیانتس (۱۸۲۴) بریتانیایی (اکنون رویال و سان آلیانتس)
- شمین دو فر دو نورد (۱۸۴۵)
- شرکت معدن ریو تینتو (۱۸۷۳) (از سال ۱۸۸۰ روتشیلدها تمامی کنترل ریو تینتو را به دست آوردند)
- ارامت (۱۸۸۰)
- ایمریث (۱۸۸۰)
- د بیرز (۱۸۸۸)

این خانواده فعالیت‌های سسیل رودز را در کولونی آفریقایی رودزیا حمایت می‌کردند. دولت ژاپن در زمان جنگ روسیه-ژاپن به این خانواده نزدیک شد. شعبه لندن به دولت ژاپن ۱۱٫۵ میلیون پوند (معادل ۹۰۲ میلیون پوند امروزی) وام داد.
نام روتشیلد با ثروت بیش از حد عجین شده است. این خانواده دارای تابلوهای هنری بی‌نظیر، کاخ‌های بی‌شمار و فعالیت‌های اجتماعی است. تا پایان قرن ۱۹ این خانواده ۴۱ قصر ساخت، که تا آن زمان معادل آن دیده نشده بود. نخست‌وزیر آینده انگلستان لوید جورج در سال ۱۹۰۹ ادعا کرد، که لرد ناتان روتشیلد قوی‌ترین مرد انگلستان است.
در سال ۱۹۰۱، شاخه فرانکفورت به دلیل نبود وارث مذکر تعطیل شد. این تعطیلی تا ۱۹۸۹ ادامه داشت، که در آن زمان ن.م. روتشیلد و پسران به همکاری بانک روتشیلد ا.ج. شعبه سوئیس، یک شعبه در فرانکفورت ایجاد کردند.

## شعبه فرانسه

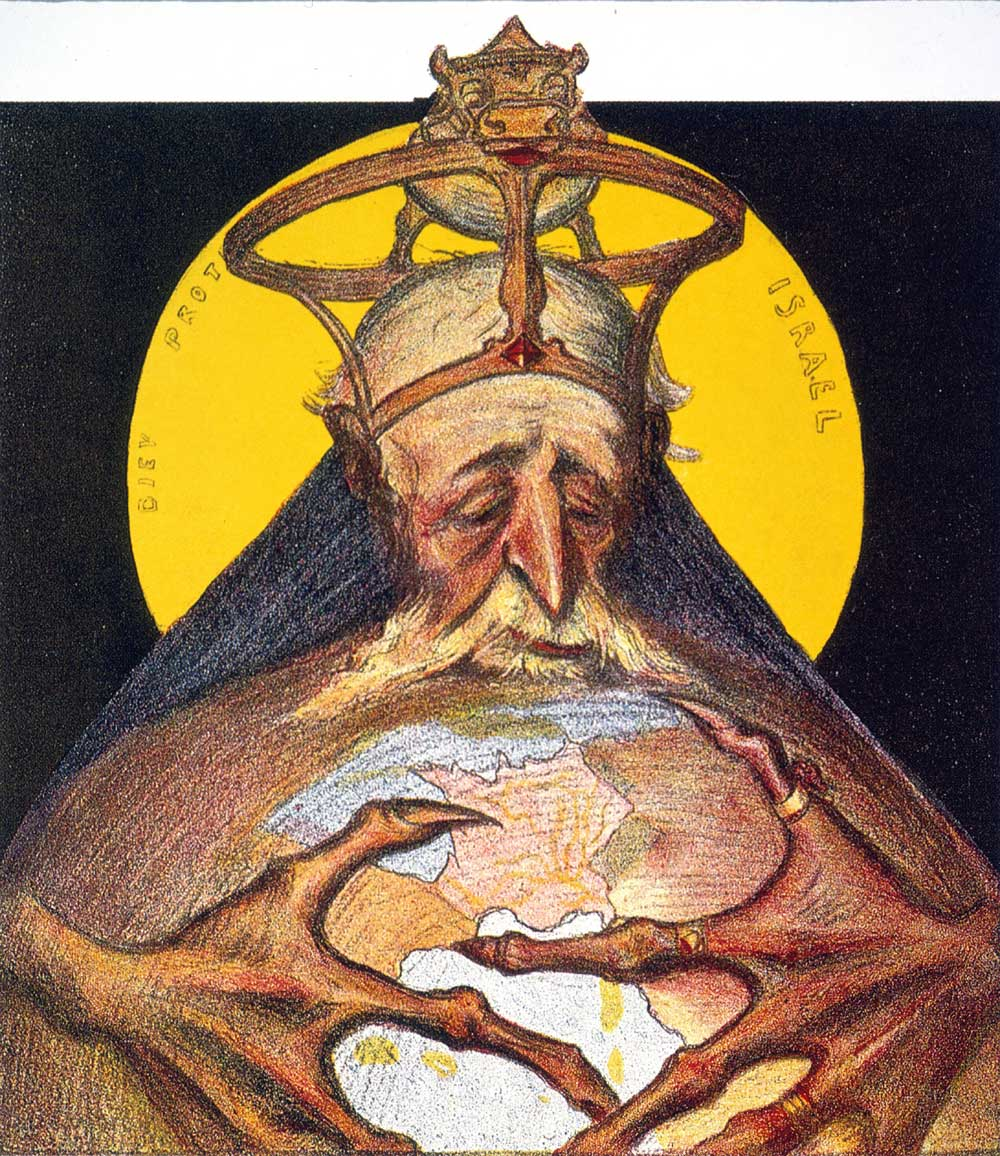
کاریکاتور فرانسوی توسط «چارلز لوسین لئاندره» در سال ۱۸۹۸ میلادی با مفهوم به تصویر کشیدن یهودیان در حال فتح جهان. خانوادهٔ روتشیلد به عنوان دیو نشان داده می‌شود که جهانخواری می‌کند.

دو شاخه این خانواده در فرانسه وجود دارد.
اولین جیمز مایر د روتشیلد (۱۷۹۲–۱۸۶۸) بود که برادران د روتشیلد را در پاریس ایجاد کرد. بعد از جنگ‌های ناپلئون او نقش مهمی در تعیین منابع مالی و ساخت راه‌آهن داشت، که به فرانسه کمک کرد، یک قدرت صنعتی شود.
پسران جیمز، گوستاوو د روتشیلد و آلفونس جیمز د روتشیلد بانکداری را ادامه دادند و منابع مالی ۵ میلیاردی برای بازسازی را تأمین کردند. در سال ۱۹۸۰، شعبه پاریس بیش از ۲۰۰۰ کارمند داشت و حجم مبادلات تجاری آن ۲۶ میلیارد فرانک (۵ میلیارد دلار در سال ۱۹۸۰) بود.
شعبه پاریس در سال ۱۹۸۲ تقریباً نابود شد. در زمانی که دولت سوسیالیست فرانسوا میتران آن را ملی کرد و نام آن را به کمپانی بانک اروپایی تغییر داد. بارون دیوید د روتشیلد که ۳۹ سال داشت، تصمیم گرفت که باقی‌مانده و شرکت جدیدی به نام بانک روتشیلد و سی، با سه کارمند و ۱ میلیون دلار سرمایه ایجاد کرد. امروزه این شرکت ۲۲ همکار داشته و بخش مهمی از تجارت جهانی را تشکیل می‌دهد.
پسر جیمز مایر د روتشیلد؛ ادموند جیمز دو روتشیلد (۱۸۴۵–۱۹۳۵) یکی از طرفداران مهم جنبش صهیونیسم بود. نوه او، بارون ادموند آدولف د روتشیلد، گروه ال.سی. اف روتشیلد را به عنوان یک بانک خصوصی ایجاد کرد.
از ۱۹۹۷ بارون بنجامین د روتشیلد رئیس این گروه است. گروه دارای ۱۰۰ میلیارد یورو ثروت و مالک زمین‌های تولید شراب زیادی در فرانسه، استرالیا و آفریقای جنوبی است.
شاخه دوم فرانسوی توسط ناتانیل د روتشیلد (۱۸۱۲–۱۸۷۰) که چهارمین پسر ناتان میر روتشیلد (۱۷۷۷–۱۸۳۶) بود، ایجاد شد.

## شعبه اتریش
در وین، سالومون میر روتشیلد بانکی در ۱۸۲۰ ایجاد کرد و خانواده دارای ثروت و قدرت زیادی بود. بحران ۱۹۲۹ مشکلاتی ایجاد کرد و بارون لوئیس فون روتشیلد تلاش کرد، که کردیت انشتالت را نجات دهد.
در زمان جنگ جهانی دوم آن‌ها مجبور به تخلیه دارایی‌های خود و فرار از کشور شدند. کاخ روتشیلد توسط نازی‌ها ضبط و نابود شد. تمامی افراد خانواده از دست نازی‌ها فرار کردند و بعضی به ایالات متحده رفتند.
بیشتر آن‌ها بعد از اتمام جنگ به اروپا بازگشتند. در سال ۱۹۹۹ دولت اتریش قبول کرد، که ۲۵۰ اثر هنری را که توسط نازی‌ها ضبط شده بود و بعد از آن به موزه منتقل شده بود را، بازگرداند.

## شعبه ناپل
بانک سی.ام. د روتشیلد و فیگلی وام‌های زیادی به واتیکان و شاهان ناپل، پارما و توسکانی داد. ولی با تغییرات سیاست‌های اقتصادی در سال ۱۸۳۰ سود بانک کاهش پیدا کرد. اتحاد ایتالیا در سال ۱۸۶۱ و کاهش قدرت اشراف ایتالیا که مشتری اصلی روتشیلدها بودند، باعث تعطیلی شعبه ناپل شد.
ولی در قرن ۱۹ خانواده روتشیلد رابطه قوی با بانک واتیکان برقرار کرد. این ارتباط بین این خانواده و واتیکان تا قرن ۲۰ ادامه یافت. در سال ۱۸۳۲ وقتی پاپ گرگوری شانزدهم با کارل فون روتشیلد ملاقات کرد، اطرافیان پاپ شوکه شدند، وقتی که از روتشیلد خواسته نشد دست پاپ را ببوسد. کاری که تمام ملاقات کنندگان پاپ از جمله شاهان مجبور به آن بودند.

## فعالیت‌ها در جنبش صهیونیسم

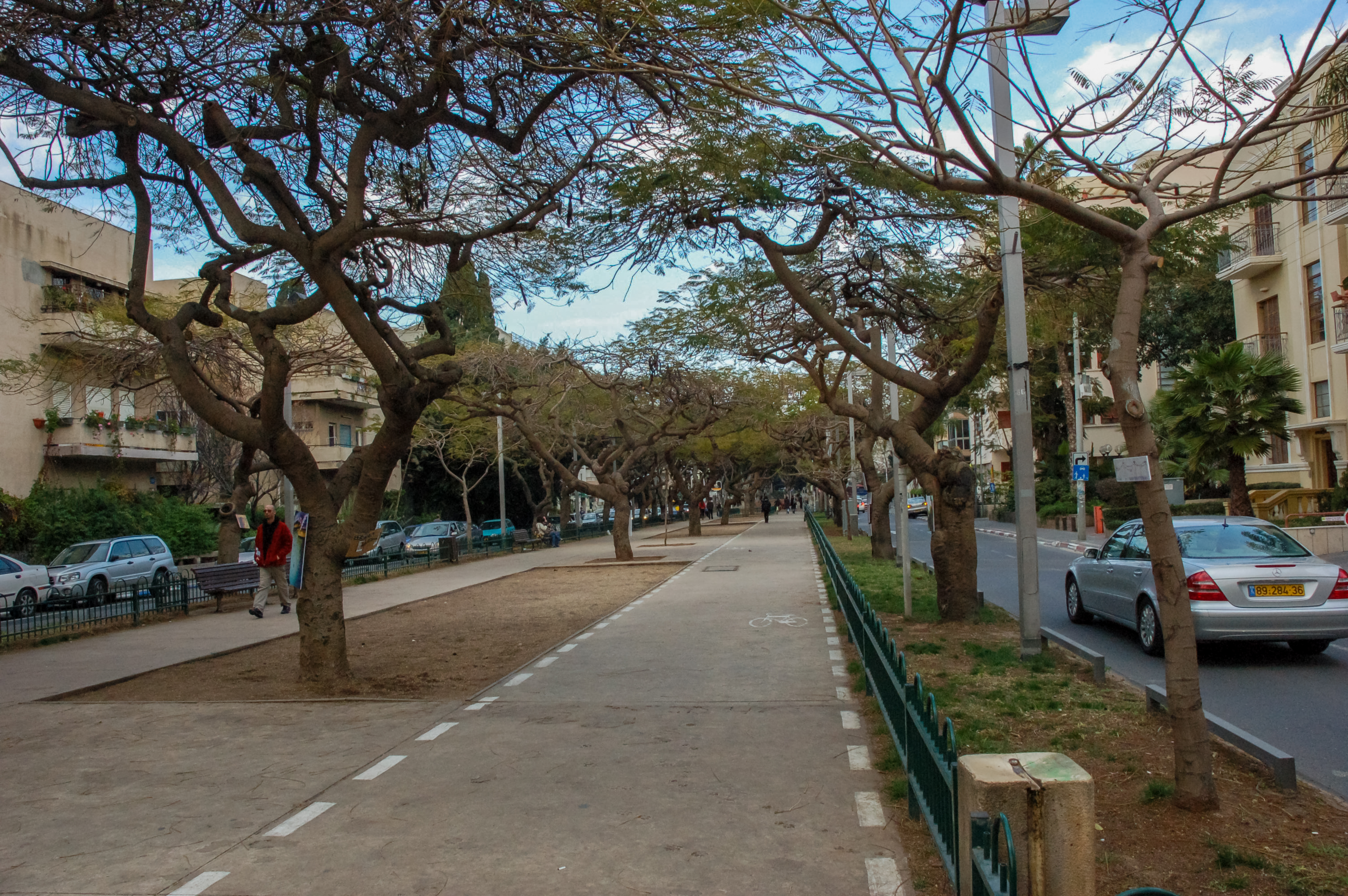
بلوار روتشیلد در یکی از تاریخی‌ترین
مناطق شهر تل‌آویو قرار دارد.

فعالیت‌های خانواده به صورت یک‌دست نبود. بعضی از روتشیلدها از صهیونیسم طرفداری می‌کردند، ولی بعضی دیگر حتی با تشکیل کشور یهودی مخالف بودند.
لرد ویکتور روتشیلد مخالف دادن پناهندگی یا کمک به یهودیان در زمان هولوکاست بود. در سال ۱۹۱۷ والتر روتشیلد، بارون دوم روتشیلد مخاطب بیانیه بالفور بود، که زمینه ایجاد کشور اسرائیل گردید.
بعد از مرگ جیمز جاکوب د روتشیلد در سال ۱۸۶۸، آلفونس روتشیلد پسر بزرگ او، کنترل بانک خانوادگی را در دست گرفت. او یکی از طرفداران سرسخت ارتز اسرائیل بود. آرشیوهای خانوادگی نشان می‌دهد که در سال ۱۸۷۰ سالانه ۵۰۰٫۰۰۰ فرانک به اتحادیه جهانی آلیانتس کمک کرده است.
بارون ادموند جیمز د روتشیلد؛ پسر کوچک جیمز جاکوب روتشیلد یکی از کمک‌کنندگان به اولین مهاجران یهودی به فلسطین بود و زمین‌های زیادی را از زمین‌داران عثمانی خریداری کرد.
در ۱۹۲۴ او اتحاد مهاجرت یهودی به فلسطین را تشکیل داد و بیش از ۱۲۵٫۰۰۰ هکتار زمین خرید. در تل‌آویو و در شهرهای دیگری نظیر متولا، زیخرون و یاکو، خیابانی به نام او بلوار روتشیلد نام دارد. پارکی در پاریس پارک ادموند د روتشیلد نام دارد.
روتشیلدها نقش مهمی در ساختار دولتی اسرائیل داشتند. جیمز ا. د روتشیلد ساختمان کنست را به دولت اسرائیل اهدا کرد. دادگاه عالی اسرائیل نیز توسط دوروتی د روتشیلد ایجاد شده است.
خانواده روتشیلد همچنین با اعطای کمک‌های مالی سخاوتمندانه، نقش مهمی در گردآوری مجموعه‌های منحصر به‌فرد کتابخانه ملی اسرائیل برعهده داشته‌اند.

## تئوری‌های توطئه
در دویست سال گذشته خانواده روتشیلد موضوع بسیاری از تئوری‌های توطئه بوده است. این تئوری‌ها معمولاً یا حول این مطلب هستند که این خانواده ثروت و بانک‌های جهانی را کنترل می‌کند یا این که دولت‌های جهان را به جنگ با یکدیگر وامی‌دارد.
به‌نظر غالب پژوهشگران این نظریه‌ها مبتنی بر شواهد نیستند و از یهودستیزی نشأت گرفته‌اند.